# Arqueado
Le balão arqueado ("ballon arqué", en portugais), souvent abrégé en arqueado, est l'un des balões (techniques de projection) incorporés à la Capoeira Regional par Mestre Bimba et a été créé pour se défendre de la guilhotina. Le mouvement consiste à attraper l'adversaire et de le soulever pour le projeter derrière soi par-dessus les épaules en arquant le dos.
On utilise plus souvent cette technique pour les « jogos de balões » dans les démonstrations que pour se défendre réellement d'une guilhotina, compte tenu de la difficulté de se sortir d'une telle prise en situation réelle.

## Technique
- Bloquer le menton contre le torse pour protéger la gorge.
- Placer le torse le plus proche possible de l'adversaire.
- Fléchir les genoux en gardant le dos bien droit.
- Saisir et redresser le corps en soulevant l'adversaire.
- Arquer le dos pour le faire passer par-dessus.

Cette technique est très délicate et, pour la réussir, il faut la réaliser avant que la guilhotina ne se soit fermée complètement. Si jamais la prise est déjà fermée, on fera plutôt un açoite de cruz.